# Chiloscyphus chiloscyphoideus
Chiloscyphus chiloscyphoideus là một loài rêu tản trong họ Lophocoleaceae. Loài này được (Lindenb. ex Lehm.) Vanderpoorten, A. Schäfer-Verwimp & D.G. Long miêu tả khoa học lần đầu tiên năm.